# Федосіїв Євген Захарович
Федосіїв Євген Захарович (нар. 11 січня 1889 — †1943) — генерал-хорунжий Армії УНР.
Учасник Першої світової війни 1914—1918. В українській армії — з 1918 року. Служив у штабах частин армії УНР під час визвольних змагань 1917—1921.
З листопада 1920 у складі інтернованих українських частин перебував в місці перебування екзильного уряду УНР у Тарнові, а з 1924 жив у Варшаві. Активний діяч Українського центрального комітету в Польщі, викладач військових дисциплін старшинських гуртків (шкіл) Армії УНР, які діяли при філіях УЦК.
Помер у Варшаві.